# Süße Akazie
Die  Süße Akazie (Vachellia farnesiana), auch Cassia, Antillenakazie oder Schwammbaum genannt, ist eine Pflanzenart aus der Gattung Vachellia in der Unterfamilie der Mimosengewächse (Mimosoideae) innerhalb der Familie der Hülsenfrüchtler (Fabaceae). Sie stammt vermutlich aus der Neotropis, ist aber heute in allen tropischen Regionen der Welt mit trockenem Klima zu finden.

## Beschreibung

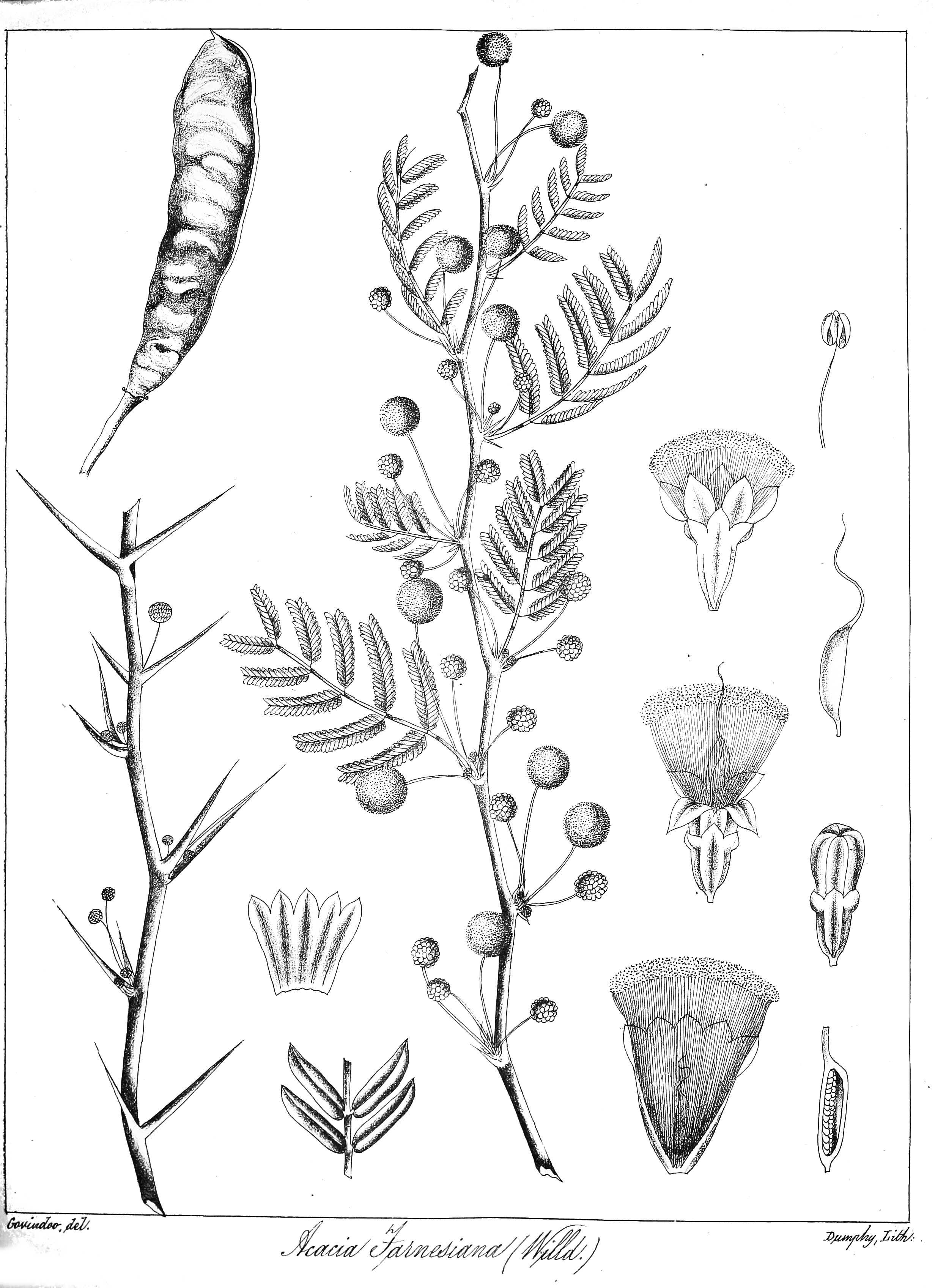
Illustration

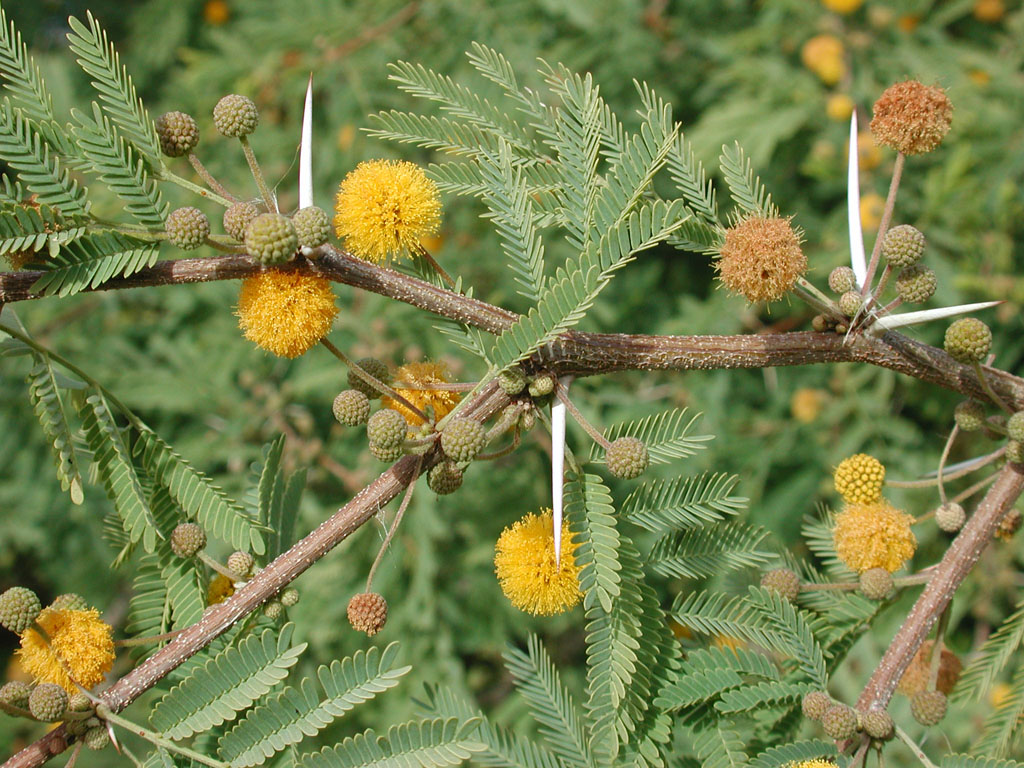
Gefiederte Laubblätter, kopfige Blütenstände, Dornen und Hülsenfrüchte

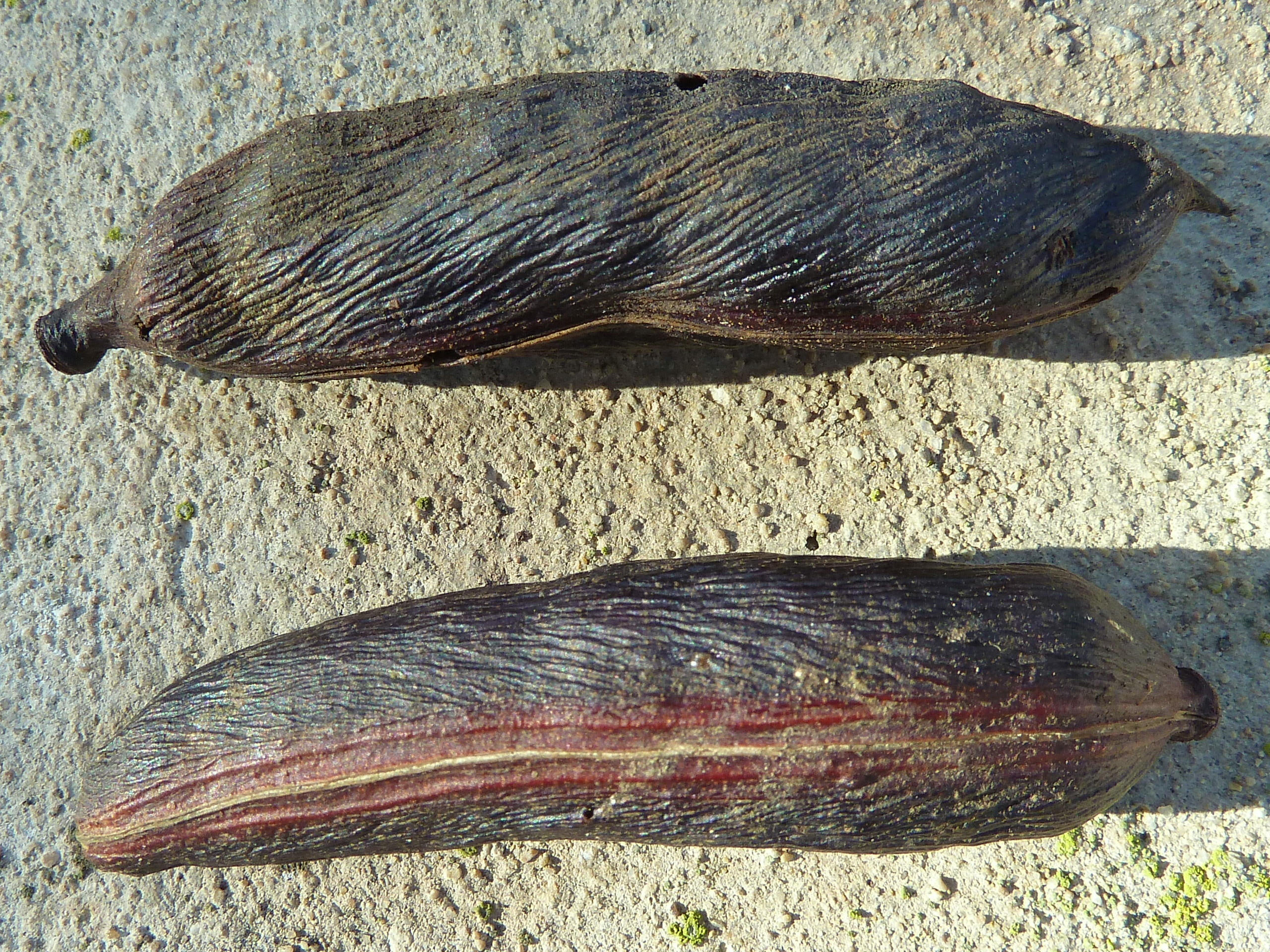
Hülsenfrüchte

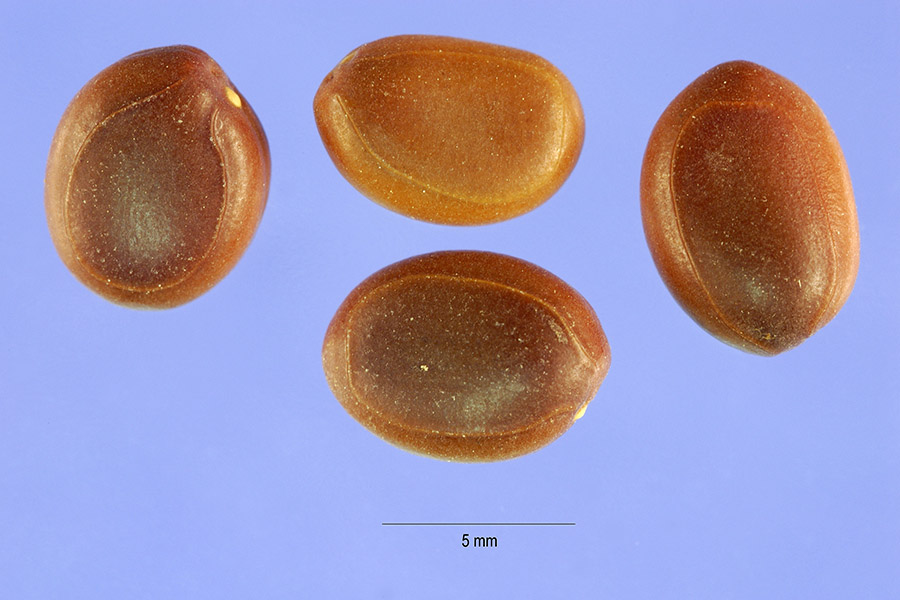
Samen

### Erscheinungsbild und Blatt
Die Süße Akazie wächst als Strauch oder gelegentlich als kleiner Baum und erreicht Wuchshöhen von 2 bis 4 Meter oder höher. Ihr Holz ist hart, feinporig und bräunlich-rot bis gelb. Sie sind stark verzweigt. Die Rinde der Zweige ist unbehaart oder nahezu unbehaart. Die Nebenblätter sind zu 1 bis 5 cm langen Dornen umgebildet, die durch ihre weiße Färbung recht auffällig sind. Auf dem kurzen Blattstiel ist eine kleine Drüse. Die kleinen, wechselständigen und kurz gestielten Laubblätter sind doppelt gefiedert. Die zwei bis sechs Paare Fiedern erster Ordnung bestehen jeweils aus 10 bis 25 Paar Fiederblättchen zweiter Ordnung. Die Rhachis ist mehr oder weniger behaart. Die unterseits helleren, kurz gestielten Blättchen sind bei einer Länge von 4 bis 11 mm länglich mit stumpfem oberen Ende. Sie sind fein behaart oder unbehaart, die Hauptader liegt nahezu mittig. Am Blattstiel und manchmal an der Rhachis sind Drüsen vorhanden.

### Blütenstand und Blüte
In den Blattachseln stehen auf schlanken, behaarten und 2 bis 4 cm langen Blütenstandsschäften die kleinen, dichten, köpfchenförmigen Blütenstände einzeln oder zu wenigen zusammen. Es sind unter den Köpfchen Tragblätter vorhanden. Die zwittrigen, duftenden Blüten messen etwa 1 cm im Durchmesser und sind gelb mit doppelter Blütenhülle. Die Kelchblätter sind glockig verwachsen und 1,5 bis 1,8 Millimeter lang. Die Krone ist etwa 2,5 Millimeter lang.

### Frucht und Samen
Die zweikammerige, dunkel rostbraune, unbehaarte, nicht öffnende, walzliche, streifige, ledrige Hülsenfrucht ist angeschwollen und kann gerade oder leicht gebogen sein. Ihre Länge beträgt zwischen 4 und 8 cm, die Breite beträgt 1–1,5 cm. Sie ist mit einem süßen „Fruchtfleisch“ gefüllt. Die vielen braunen, eiförmigen bis ellipsoiden, glatten Samen mit Pleurogram liegen in zwei Reihen in der Frucht und sind 5–8 Millimeter groß.

### Chromosomenzahl
Die Chromosomenzahl beträgt 2n = 26 oder 52.

## Verbreitung

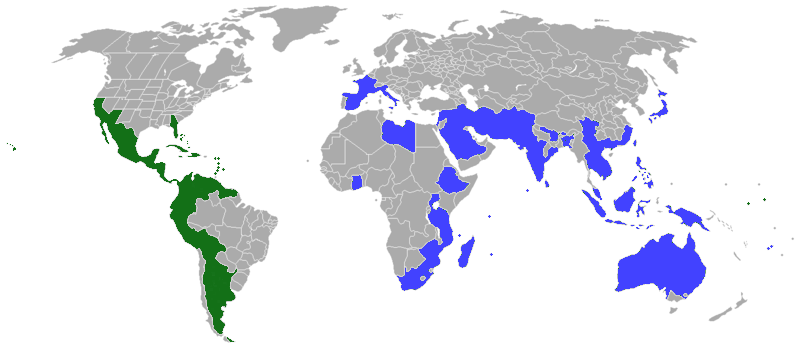
Verbreitungskarte

Die Süße Akazie ist im tropischen Amerika beheimatet und wächst dort in den südlichen Vereinigten Staaten, Mexiko, Guatemala, Belize bis nach San Salvador und Panama, sowie auf den Westindischen Inseln und auch in Südamerika. In vielen Teilen der Alten Welt ist sie ein Neophyt.

## Taxonomie
Die Erstveröffentlichung erfolgte 1753 unter dem Namen (Basonym) Mimosa farnesiana durch Carl von Linné in Species Plantarum 1, S. 521. Die Neukombination zu Vachellia farnesiana (L.) Wight & Arn. wurde 1834 durch Robert Wight und George Arnott Walker Arnott wurde in Prodromus Florae Peninsulae Indiae Orientalis, 1, S. 272 veröffentlicht. Weitere Synonyme für Vachellia farnesiana (L.) Wight & Arn. sind: Acacia farnesiana (L.) Willd., Acacia minuta (M.E.Jones) R.M.Beauch., Acacia pinetorum F.J.Herm., Acacia smallii Isely, Pithecellobium minutum M.E.Jones, Vachellia densiflora Alexander ex Small, Vachellia peninsularis Small.

## Verwendung
Die tanninhaltigen Früchte und die Rinde werden oftmals als Färbemittel eingesetzt; die Früchte werden oftmals auch zur Herstellung von Tinte verwendet. Aus dem Milchsaft lässt sich ein Klebstoff herstellen. Vor allem in Frankreich werden die Bäume kultiviert, um aus den Blüten einen Grundstoff zur Parfumproduktion herzustellen, der als Cassia bekannt ist.